# Сервий Сулпиций Камерин
Вижте пояснителната страница за други личности с името Сервий Сулпиций Камерин Корнут.
Сервий Сулпиций Камерин Корнут (на латински: Servius Sulpicius Camerinus Cornutus) e римски политик от 4 век пр.н.е.

## Биография
Произлиза от старата патрицианска фамилия Сулпиции. Син е на Квинт Сулпиций Камерин Корнут (консулски военен трибун 402 и 398 пр.н.е.), внук на Сервий Сулпиций Камерин Корнут (консул 461 пр.н.е.) и праправнук на Сервий Сулпиций Камерин Корнут (консул 500 пр.н.е.).
След като от 408 пр.н.е., 15 поредни години властта се упражнява от консулски военни трибуни, през 393 пр.н.е. се избират отново консули. След като консулите Луций Валерий Поцит Попликола и Публий Корнелий Малугиненсис Кос напускат се избират двама нови суфектконсули. Тогава Сервий става суфектконсул през 393 пр.н.е. с колега Луций Лукреций Триципитин Флав, когато се води война с еквите.
През 391 пр.н.е. той е консулски военен трибун, когато е войната с волсиниите. През 387 пр.н.е. е interrex.
Според някои изследвания той и Сервий Сулпиций Руф (консулски военен трибун през 388, 384 и 383 пр.н.е.), вероятно са един и същ човек.